# 설 (상나라)
설(契, 卨)은 상나라의 시조로 여겨지는 전설로 전해지는 인물이다. 자설(子契)이라고도 한다. 사마천 사기에 의하면 유융씨(有娀氏)의 딸이자 제곡의 차비인 간적이 수영을 하고 있을 때, 제비의 알을 먹어서 태어났다. 또 요의 시대에 태어났다고도 한다.
설은 성인이 된 후에 우의 황하 치수를 도왔다. 순은 설의 업적을 평가해 사도(司徒)로 임명하고 상(商)에 봉하였으며 자(子)라는 성을 주었다. 다만 시경에는 요가 상에 봉했다고 쓰여져 있다.